# Veit Dietrich

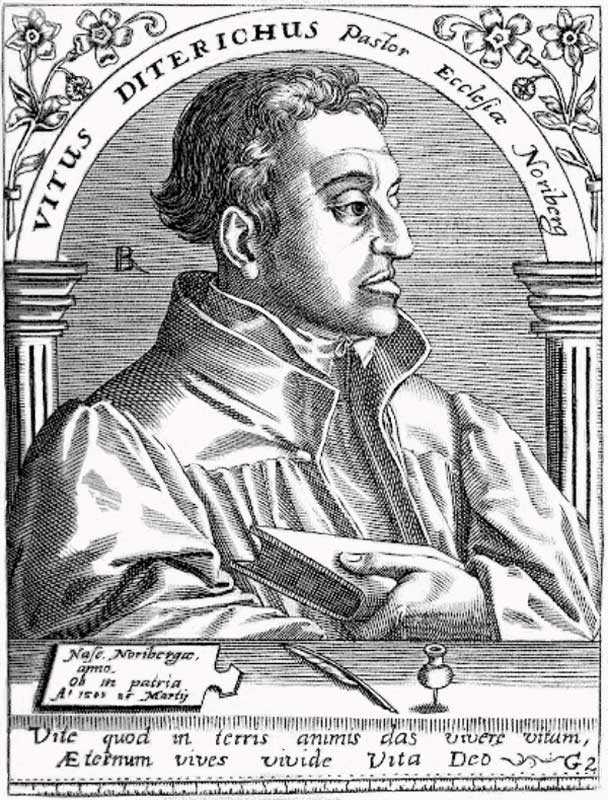
Veit Dietrich (Kupferstich, 16. Jahrhundert)

Veit Dietrich (auch Vitus Theodorus oder Vitus Diterichus; * 8. Dezember 1506 in Nürnberg; † 25. März 1549 ebenda) war ein deutscher Theologe, Schriftsteller und Reformator.

## Leben und Wirken
Dietrich war Sohn eines Schuhmachers in Nürnberg. Bald wurde das Talent des Jungen erkannt und wohlhabende Gönner ermöglichten ihm den Besuch des Gymnasiums und der Universität Wittenberg. Im März 1523 wurde er in Wittenberg immatrikuliert. Philipp Melanchthon erkannte die Begabung dieses Studenten und förderte ihn.
Später wurde er Martin Luthers Hausgenosse und enger Vertrauter. Als solcher begleitete er Luther zum Marburger Religionsgespräch und weilte mit ihm während des Reichstages zu Augsburg 1530 auf der Veste Coburg. Er genoss Luthers volles Vertrauen. Deswegen wurde er von anderen, wie zum Beispiel von Melanchthon, gern benutzt, um deren Anliegen Luther nahezubringen.
Als er 1529 den akademischen Grad eines Magisters erworben hatte, lehrte er an der artistischen Fakultät. Auseinandersetzungen mit Katharina von Bora veranlassten ihn 1535, Wittenberg zu verlassen. Melanchthon empfahl ihn Joachim Camerarius dem Älteren an der Universität Tübingen. Jedoch kamen ihm seine Nürnberger Förderer entgegen und boten ihm an der Sebalduskirche eine Pfarrstelle an, wo er besonderes Vertrauen beim Rat genoss. Hier heiratete er und wirkte als beliebter Prediger. Als ihm aus Wittenberg eine Professur angeboten wurde, lehnte er diese ab.

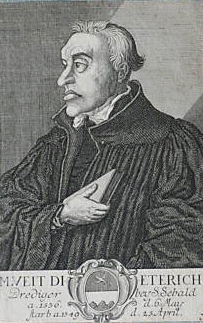
Veit Dietrich (Kupferstich um 1700)

Mit Melanchthon blieb er in vertrautem Verkehr und dieser hielt ihn zuweilen an, seine heftige Polemik einzuschränken. Seine Art blieb schlicht, eindringlich und bestimmt. Seine Arbeiten konzentrierten sich neben seiner erbaulichen Wirksamkeit zuerst auf die Veröffentlichung Lutherscher Auslegungen und einiger Traktate Melanchthons. Auch die Herausgabe von Luthers Hauspostille verdanken wir ihm. Am weitesten ging die Verbreitung seiner Summaria, zuerst über das Alte Testament, dann nach 1544 auch über das Neue Testament. Dieses Buch hat bis ins 19. Jahrhundert als Erbauungsbuch in vielen Gemeinden gedient. Seine Vorzüge sind Einfachheit und Lehrhaftigkeit.
In seiner geraden und offenen Art sagte Dietrich, was die Stunde erforderte, und stärkte die geschwächten Glieder in den angefochtenen Nachbargemeinden. Auf dem Konvent in Schmalkalden vertrat er 1537 seine Vaterstadt, als die Schmalkaldischen Artikel veröffentlicht wurden. Ebenso beteiligte er sich am Regensburger Religionsgespräch (1546). Besonders in der Ausgestaltung der kirchlichen Ordnung hat er sich bewährt. Auch als Prediger ist er nicht weniger bedeutend denn als Organisator. Außer Predigten hat er auch aktuelle Flugschriften veröffentlicht. Schließlich wurde er auch durch das Schreiben von Kirchenliedern bekannt.
Nach der Niederlage der Protestanten im Schmalkaldischen Krieg zeigte er Größe. Er beugte sich nicht und trat offen gegen das Augsburger Interim auf, rief auch andere zum Bekennen auf. Das machte ihn politisch verdächtig, daraufhin entzog ihm der Rat das Vertrauen und gab 1547 seiner Suspendierung nach.
1548 beherbergte Veit Dietrich kurze Zeit den „Luther Sloweniens“, Primus Truber, der vom Laibacher Bischof als lutherischer Theologe kurz zuvor exkommuniziert worden war. Dietrich vermittelte Truber eine Predigerstelle in Rothenburg ob der Tauber. Eine Aufhebung seiner Suspendierung hat Dietrich nicht mehr erlebt. Er verstarb im Alter von nur 42 Jahren in Nürnberg. Sein Grab befindet sich auf dem Johannisfriedhof (Nürnberg).

## Werkauswahl
- Luthers Hauspostille
- Summaria, über das Alte Testament
- Summaria, über das Neue Testament

## Gedenktag
24. März im Evangelischen Namenkalender.